# The Spirit of Radio
The Spirit of Radio – pierwszy utwór z płyty Permanent Waves kanadyjskiej grupy Rush. Razem z albumem, 1 stycznia 1980 roku został wydany także na singlu.
Piosenka The Spirit of Radio została umieszczona na liście 500 piosenek, które ukształtowały rock, utworzonej przez Rock and Roll Hall of Fame.